# Roßwört
Der Roßwört ist ein Natur- und Landschaftsschutzgebiet auf dem Gebiet der Stadt Kehl im baden-württembergischen Ortenaukreis. Es wurde am 10. Oktober 1989 vom Regierungspräsidium Freiburg durch Verordnung ausgewiesen.

## Lage und Beschreibung
Das Schutzgebiet liegt westlich des Stadtteils Leutesheim an einer ehemaligen Rheinschlinge. Es gehört zum Naturraum Offenburger Rheinebene.
Das Naturschutzgebiet umfasst zwei Altwässer mit dem angrenzenden Auwald und artenreichen Wiesen. Das dienende Landschaftsschutzgebiet grenzt im Süden an und umfasste einen Streuobstbestand im Gewann Dörrnäch und zwei Grünlandstreifen an der westgrenze des Naturschutzgebiets.

## Schutzzweck
„Wesentlicher Schutzzweck des Naturschutzgebietes ist die Erhaltung des Altrheinarmes und der angrenzenden Flächen als Lebensraum zahlreicher seltener, zum Teil vom Aussterben bedrohter Tier- und Pflanzenarten in für die Rheinaue typischen Lebensgemeinschaften und als Landschaftsteil von besonderer Eigenart und Schönheit.“
„Wesentlicher Schutzzweck des Landschaftsschutzgebietes ist die Sicherung des Naturschutzgebietes und die Verwirklichung des Schutzzweckes im Naturschutzgebiet gemäß Absatz 1 und in der östlichen Teilfläche des Landschaftsschutzgebietes außerdem die Erhaltung der Streuobstwiesen als Landschaftsteil der Rheinaue von besonderer Eigenart und Schönheit.“